# El Camarón, Huautepec
El Camarón är en ort i Mexiko.   Den ligger i kommunen Huautepec och delstaten Oaxaca, i den sydöstra delen av landet, 290 km sydost om huvudstaden Mexico City. El Camarón ligger 1 219 meter över havet och antalet invånare är 779.
Terrängen runt El Camarón är bergig åt sydväst, men åt nordost är den kuperad. Terrängen runt El Camarón sluttar söderut. Runt El Camarón är det ganska glesbefolkat, med 36 invånare per kvadratkilometer. Närmaste större samhälle är Huautla de Jiménez, 8,5 km nordväst om El Camarón. I omgivningarna runt El Camarón växer i huvudsak städsegrön lövskog.